# Le Hochet
Koordinaten: 20° 8′ S, 57° 32′ O
Le Hochet ist eine Ortschaft („Village“) im Norden von Mauritius. Sie ist Teil des Distrikts Pamplemousses und gehört administrativ zur Village Council Area (VCA) Le Hochet. Bei der Volkszählung 2011 hatte der Ort 15.034 Einwohner.
Die Herkunft des Namens des Ortes ist unklar. Die Fläche des Ortes gehörte zu einer Plantage von Léonce Hily. Ab 1860 wurde diese Plantage aufgelöst und in einzelnen Parzellen verkauft. Heute ist Le Hochet ein Vorort von Port Louis. Der größte Arbeitgeber im Ort ist die 1954 gegründete Dhanush Stone Products.